# Кіожду
Кіожду (рум. Chiojdu) — село у повіті Бузеу в Румунії. Адміністративний центр комуни Кіожду.
Село розташоване на відстані 101 км на північ від Бухареста, 52 км на північний захід від Бузеу, 142 км на захід від Галаца, 58 км на південний схід від Брашова.

## Населення
За даними перепису населення 2002 року у селі проживали 1079 осіб, з них 1075 осіб (99,6%) румунів. Рідною мовою 1078 осіб (99,9%) назвали румунську.